# 67235 Fairbank
67235 Fairbank è un asteroide della fascia principale. Scoperto nel 2000, presenta un'orbita caratterizzata da un semiasse maggiore pari a 2,7681741 UA e da un'eccentricità di 0,0871536, inclinata di 8,77005° rispetto all'eclittica.
L'asteroide è dedicato al fisico statunitense William Martin Fairbank.